# 浜村淳おすすめ!京阪源氏物語紀行
浜村淳おすすめ!京阪源氏物語紀行（はまむらじゅんおすすめ!けいはんげんじものがたりきこう）は、MBSラジオで2007年10月5日から12月21日まで放送された、京都にある源氏物語のゆかりの地を紹介する5分間のラジオ番組である。

## 放送回数
13回放送。

## 提供
京阪電気鉄道提供。

## パーソナリティ
- 浜村淳

## 放送時間
- 2007年10月5日～2007年12月21日まで
  - 毎週金曜日 15:40～15:45

## 関連出版物
- 浜村淳「源氏物語 新版 - 花はむらさき」青心社、2008年4月。 ISBN 978-4878923548